# Sachsenhausen (koncentrationsläger)
För andra betydelser, se Sachsenhausen.

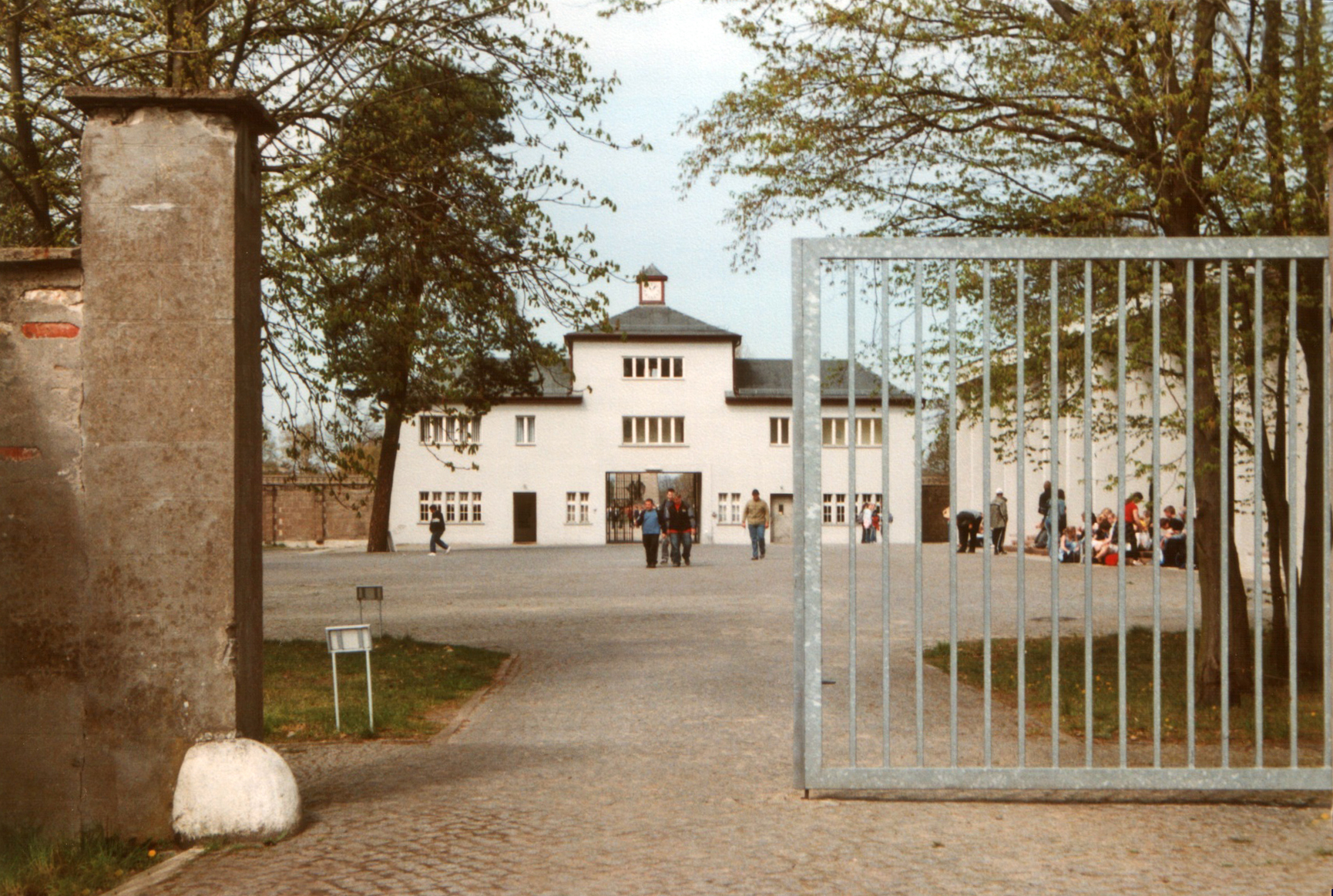
Porten till Sachsenhausen.

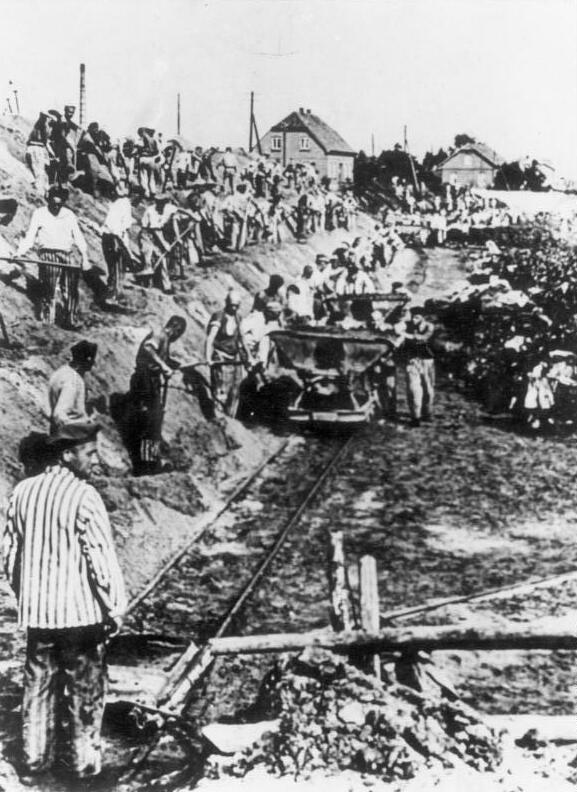
Fångar arbetar med tegeltillverkning, Sachsenhausen 1940.

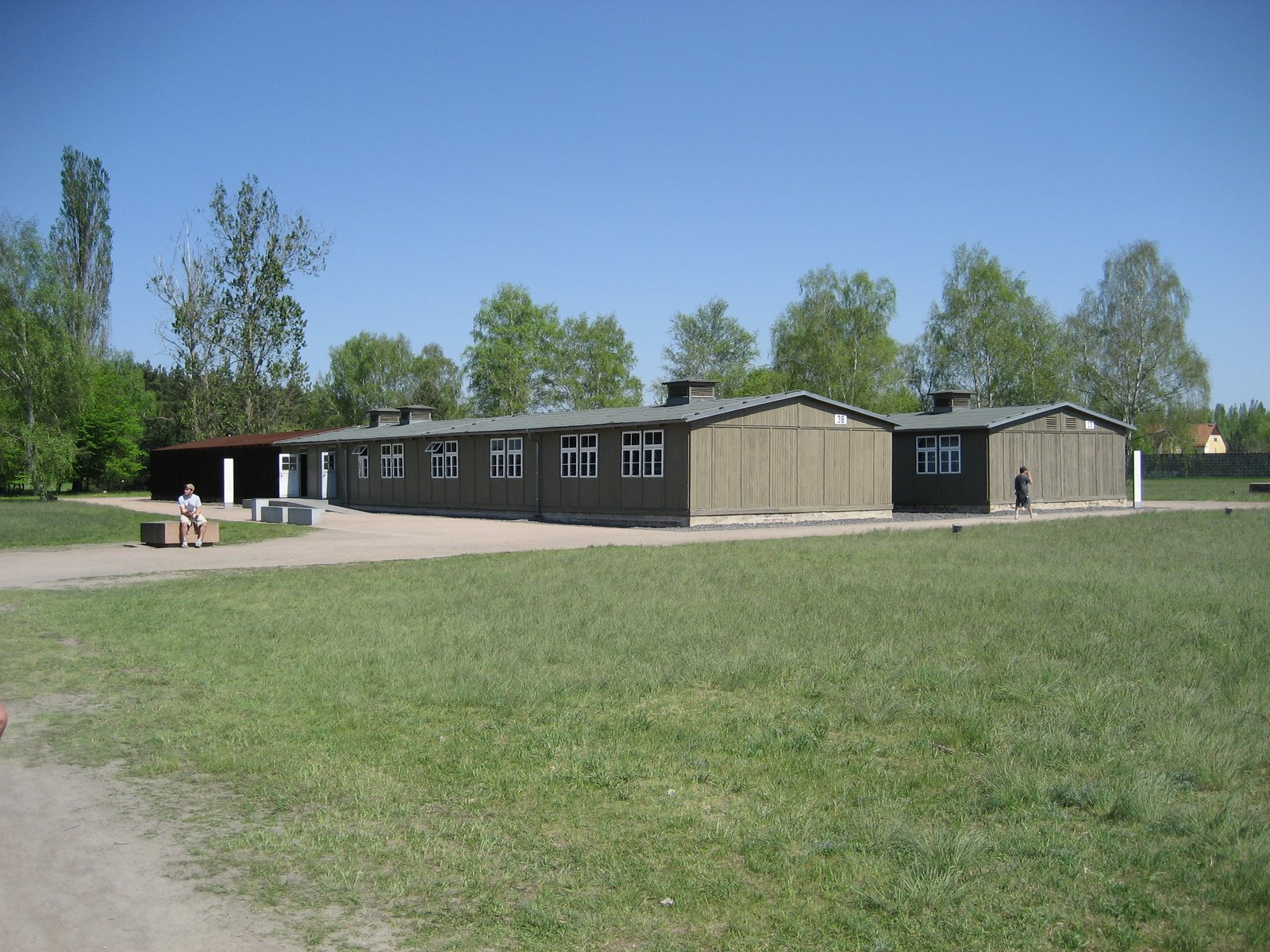
Baracker.

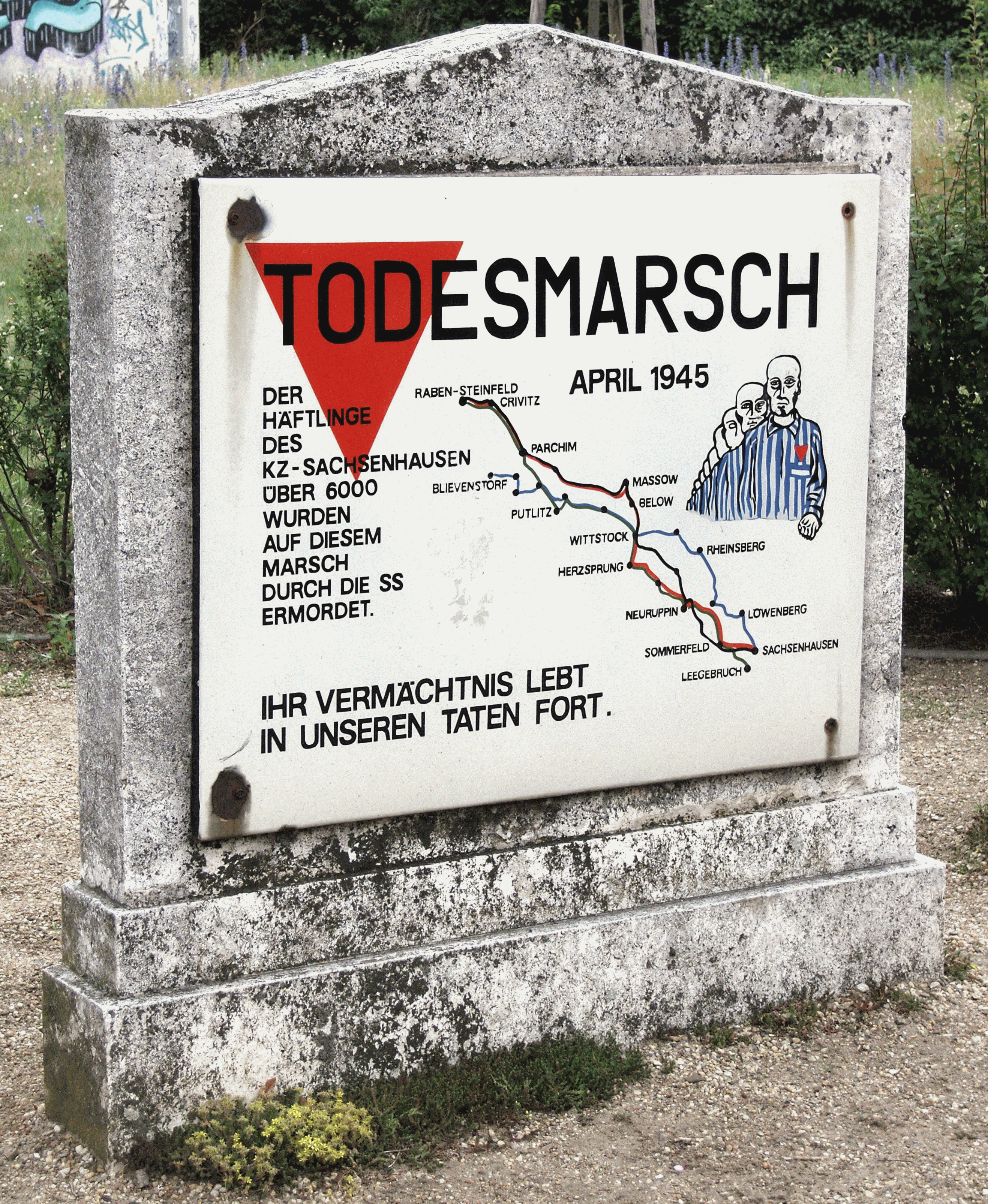
Minnesmärke över dödsmarschen.

Koncentrationslägret Sachsenhausen (på tyska förkortat KZ Sachsenhausen) låg mellan 1936 och 1945 i orten Sachsenhausen, cirka 30 km norr om Berlin. Idag ligger lägerområdet i den norra delen av staden Oranienburg i förbundslandet Brandenburg. Mellan 1936 och 1945 var KZ Sachsenhausen ett nazityskt koncentrationsläger. Lägret övertogs 1945 av den sovjetiska ockupationsmakten och användes som läger för tyska krigsfångar, NSDAP-funktionärer och ryska desertörer. Lägret stängdes slutligen 1950 och är sedan 1961 en minnesplats med ett museum.

## KZ Sachsenhausen 1936–1945
KZ Sachsenhausen, som inrättades 1936, var det första specialritade koncentrationslägret och blev prototypen för SS:s läger.  Det utformades och anlades som det perfekta koncentrationslägret – det "moderna, fullkomligt nutida, ideala och lätt utbyggbara koncentrationslägret" som Reichsführer-SS Heinrich Himmler uttryckte det.  KZ Sachsenhausen kom att bli ett av SS viktigaste läger. I Oranienburg, nära KZ-Sachsenhausen, förlades 1938 huvudkontoret för IKL (ty: Inspektion der Konzentrationslager), den SS-myndighet som hade ansvaret för koncentrationslägren. 
De första åren bestod lägrets fångar framförallt av politiskt oppositionella som socialdemokrater, kommunister och fackföreningsfolk. Därefter internerades även personer som av nazisterna ansågs rasmässigt eller biologiskt underlägsna, så kallade asociala, romer och judar. Efter krigsutbrottet kom tjecker, polacker och medborgare från andra ockuperade länder.
1941 dödades minst 12 000 ryska krigsfångar när SS testade gasvagnar och avrättning genom nackskott. Detta ledde till att man 1942 istället inrättade en gaskammare, ett exekutionsrum och krematorier i lägret.
I början av 1945 närmade sig Röda Armén centrala Tyskland och lägrets kommendant beordrade att KZ Sachsenhausen skulle evakueras. Evakueringen genomfördes i april då de cirka 38 000 fångarna delades in i mindre grupper och tvingades iväg på så kallade dödsmarscher mot nordväst. Ett stort antal fångar dog av köld och utmattning eller sköts ihjäl av SS under dessa marscher. Den 22 april kom sovjetiska (47:e Sovietiska armén) och polska trupper till lägret där omkring 3 000 orkeslösa fångar lämnats kvar. Mellan 1936 och 1945 hade 220 000 passerat genom koncentrationslägret och mer än 30 000 dött, varav flertalet sovjetiska krigsfångar.
Lägret var även bas för "Operation Bernhard", där fångar i största hemlighet blev kommenderade att förfalska och producera stora mängder brittiska pund som skulle spridas i Storbritannien och på så sätt orsaka inflation och minska den brittiska stridsförmågan i andra världskriget.

## Sovjetiskt ”specialläger” 1945-1950
Lägret övertogs efter krigsslutet av den sovjetiska ockupationsmakten och användes 1945-1950 i befintligt skick. I början var fångarna främst nazister, men 1948 var majoriteten personer som anklagades för brott mot de sovjetiska ockupationsmyndigheterna. Ofta skedde gripandena godtyckligt eller genom angiveri, och man använde tortyr för att tvinga fram bekännelser.
Vissa beräkningar gör gällande att sammanlagt cirka 60 000 personer passerat genom Sachsenhausen under den sovjetiska tiden, och kanske så många som 12 000 dog. Ett icke obetydligt antal av internerna avled under fångtiden av svält eller misshandel. När lägret stängdes 1950 flyttades många av fångarna till Gulag.

## Minnesmuseum

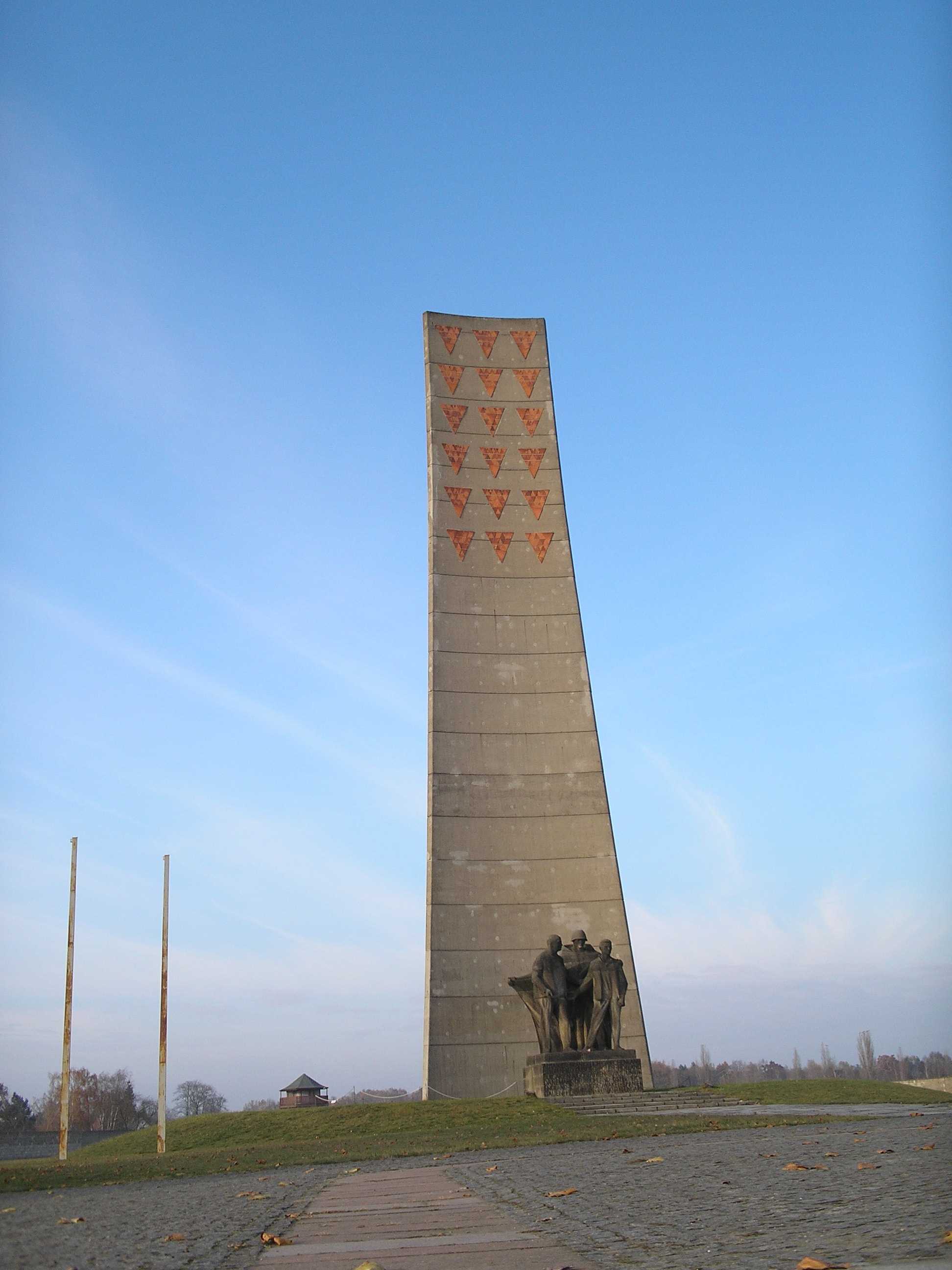
Sovjetiska befrielsemonumentet.

### Nationellt minnesmärke Sachsenhausen ("Nationale Mahn- u. Gedenkstätte Sachsenhausen")
Sovjetunionen som fortsatte att driva lägret efter andra världskrigets slut bestämde 1956 genom de styrande i DDR att etablera platsen som en nationell minnesplats. De flesta av lägrets byggnader revs, och en hög obelisk, ett enormt monument i mitten av lägret i form av en pelare, restes, samt en framförvarande staty, där en sovjetisk soldat fritar två fångar. Platsen är således mycket intressant ur ett historiebruksperspektiv med de lager av historia som finns på denna plats. Minnesplatsen öppnades för allmänheten den 22 april 1961.
Förutom minnesplatserna i Buchenwald och Ravensbrück fanns minnesplatsen i Sachsenhausen, där den tyska demokratiska republikens (DDR) officiella festligheter hölls, i det före detta koncentrationslägret. Det kontrollerades av kulturministeriet, och som de nationella minnesplatserna Buchenwald och Ravensbrück fungerade Sachsenhausen som en plats för identifiering och legitimering av DDR.
Östtysklands regering betonade de politiska fångarnas lidande framför lidandet för de andra grupperna som hölls fängslade i Sachsenhausen. Minnesobelisken innehåller arton röda trianglar, den symbol som nazisterna gav till politiska fångar, vanligtvis kommunister. I Sachsenhausen finns en tavla som byggts till minne av dödsmarschen. Denna plakett har en bild på undernärda manliga fångar som marscherar och som alla bär den röda triangeln för en politisk fånge.
Historikern Anne-Kathleen Tillack-Graf visar, med utgångspunkt i rapporteringen i tidningen Neues Deutschland, hur den nationella minnesplatsen Sachsenhausen instrumentaliserades politiskt i DDR, särskilt under firandet av befrielsen av koncentrationslägret. 

### Minnesmärke och museum Sachenhausen ("Gedenkstätte und Museum Sachenhausen")
Lägret går idag att besöka. Två baracker har återuppbyggts men av material som man hittat på platsen; dessa två baracker står på samma grund som de två judiska barackerna stod på. Trots att en av barackerna, som man kan besöka, brunnit till följd av ett nynazistiskt attentat 1992 finns det mycket att se. Toaletter, matrum och en sovsal klarade sig undan branden. Den resterande delen av byggnaden har gjorts om till museum. Där kan besökaren bland annat lyssna på människor som överlevde lägret och se bilder och tillhörigheter från dem. Man kan även se saker de grävt upp från marken och andra fynd som tillkommit.
Än idag används träningsanläggningen bredvid lägret, som under Tredje rikets tid användes av SS och Gestapo.

## Film
Die Fälscher (Falskmyntarna) är en tysk film från 2007 av Stefan Ruzowitzky som berättar om produktionen av falska pundsedlar i "Operation Bernhard", som ägde rum i Sachsenhausen. Filmen fick en Oscar 2008.